# Test de Sakaguchi

Le test de Sakaguchi est un test chimique de détection d'arginine dans les protéines. Il porte le nom du chimiste organique japonais Shoyo Sakaguchi (1900 - 1995) qui a décrit le test en 1925.
Le réactif de Sakaguchi utilisé dans le test est constitué de 1-naphtol et d'une goutte d'hypobromite de sodium. Le groupe guanidino de l'arginine réagit avec le réactif de Sakaguchi pour former un complexe de couleur rouge,,,.